# ندرلندس اسپوروگن
ندرلندس اسپوروگن (انگلیسی: Nederlandse Spoorwegen) شرکت ترابری ریلی هلندی است، که در سال ۱۹۳۸ تأسیس شد.